# سارة أكبر
سارة حسين أكبر هي سيدة أعمال كويتية تشغل منصب رئيسة المديرين التنفيذيين في شركة كويت اينرجي منذ يوليو عام 2005. عرفت كأول كويتية تعمل في إطفاء حرائق الآبار النفطية في الكويت أثناء حرب الخليج الثانية 1990، حيث شاركت منسقةً للمعلومات المطلوبة من فرق الإطفاء العالمية. في عام 1993 نالت سارة جائزة الأمم المتحدة تقديرًا لجهودها في ذلك.

## النشأة والتعليم
سارة حسين أكبر من مواليد 25 /10 / 1958م، حاصلة علي بكالوريوس في علوم الهندسة الكيميائية عام 1981م من جامعة الكويت، في مارس من العام 1991 عملت المهندسة سارة حسين أكبر منسقاً للمعلومات المطلوبة من فرق الإطفاء العالمية، التي حضرت إلى الكويت لتقديم المساعدة في عمليات الآبار النفطية التي أشعلها جنود النظام العراقي والتي بلغ عددها 41 بئراً بغرض التخريب واستهداف البنية التحتية لاقتصاد الكويت.

## المناصب التي شغلتها
- تشغل حاليا منصب رئيسة المديرين التنفيذيين في شركة كويت اينرجي منذ يوليو عام 2005.
- عملت منذ 1996م حتى 2005م في الشركة الكويتية للاستكشافات البترولية الخارجية (كوفبيك)تولت فيها منصبي مديرة التطوير ومديرة التخطيط.
- شغلت في شركة نفط الكويت وظائف مختلفة منذ أوائل التسعينيات في إعداد إستراتيجية التطوير والهندسة ومكافحة الحرائق خاصة في مرحلة الغزو العراقي، ثم انتقلت إلى تولي مسؤولية فريق الدراسات التخطيطية كما تولت رئاسة الفريق الاستثماري لحقول شمال الكويت، بالإضافة إلى رئاسة فريق إدارة الموارد.
- منصب مدير في مجلس إدارة الشركة الكويتية لنفط الخليج (2009م -2004م).[5]

## العضويات
- عضو مجلس إدارة شركة التنقيب الكويتية احترافيًا.
- عضو مجلس إدارة تجمع مهندسي البترول في الولايات المتحدة حتى 2001م.
- عضو في تجمع المهندسين الكويتيين (1992م -1996م).
- عضو في تجمع مهندسي البترول منذ 1986م.
- عضو في التجمع العالمي لمساومي البترول.[5]

## جوائز
- حازت جائزة الأمم المتحدة (Global500awayd) عام 1993م تقديرًا لجهودها في مكافحة الحرائق.[5]

## منشوارتها
- قدمت منشورات متعددة حول النفط في الشرق الأوسط وعددا من المقالات العلمية بالإضافة إلى تجربة الكويت إبان الاحتلال.
- كتبت حول تحديات المرأة في الانضمام إلى مجال عمل الرجل.[5]